# Illés Jenő (filmrendező)
Illés Jenő (Eugen Illes) (Debrecen, 1877. január 28. – Budapest, Ferencváros, 1951. október 17.) filmrendező, operatőr, író.

## Életpályája
Illés (Rosenberg) Vilmos (1842–1927) gazdálkodó és Grünwald Franciska fiaként született zsidó családban. Gépészmérnöknek tanult Budapesten és Berlinben. 1905 és 1939 között – megszakításokkal – Berlinben élt. Egyetemi évei alatt Budapesten diáklapot szerkesztett, 1906-ban a Berliner Tageblatt munkatársa volt, tárcákat írt. 1908-ban moziigazgató lett és a Pathé berlini részlegének főrendezője. 1910-ben két német nyelvű kötete is megjelent. 
1911-től rendezett filmeket, illetve operatőrként is dolgozott, mellette tanulta ki a filmes szakma fogásait Garas Márton, a magyar némafilmgyártás kiemelkedő alkotója. 1912-ben alapító tagja volt a berlini Kinoriport filmvállalatnak. 1915 és 1917 között Magyarországon élt. 1939-ben jött haza véglegesen. Halálát szívkoszorúér-szűkület okozta. 

## Magánélete
Felesége Pfeil Katalin volt, akit 1925. február 3-án Berlinben vett nőül.
Veje Nemeskürty István volt.

## Filmjei
- Romlott emberek közt (1915)
- Hőseink diadalútja (1915)
- Csonka és béna katonák között (1915)
- Szulamit (1916)
- Monna Vanna (1916)
- Jobb erkölcsöket! (1916)
- János vitéz (1916)
- Házasság a Lipótvárosban (1916)
- Az újszülött apa (1916)
- A világ csak hangulat (1916)
- A grófnő betörői (1916)
- Mania (1918)
- Der gelbe Schein (1918, Pola Negrivel)
- Das gefährliche Alter (1927, Asta Nielsennel)